# Die Fahrt nach Tahiti

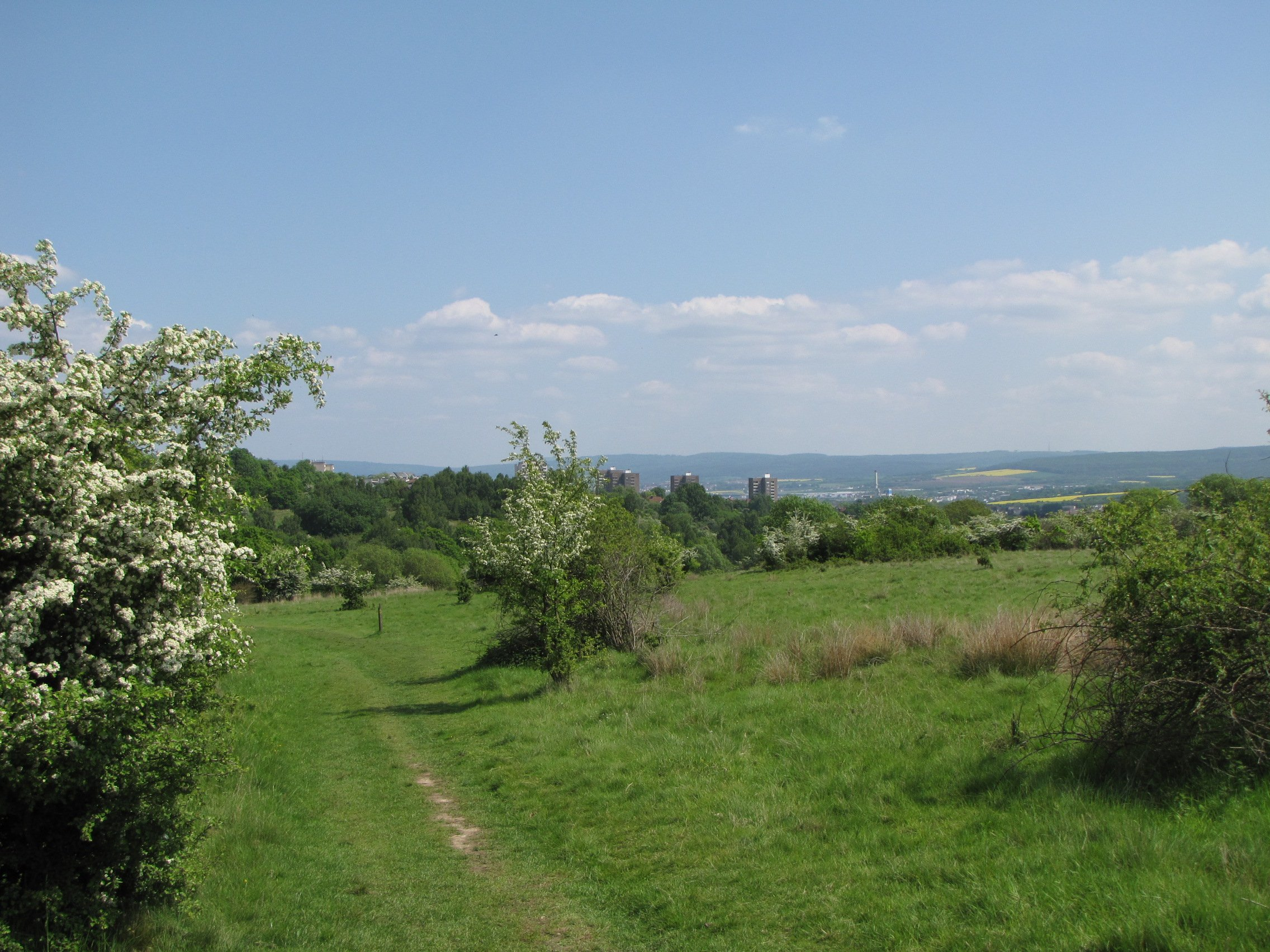
Dönche-Die Fahrt nach Tahiti

Die Fahrt nach Tahiti ist ein soziales Experiment von Lucius Burckhardt. Das Experiment führte zu wichtigen Ergebnissen der Promenadologie. Beantwortet werden soll die Frage, was Entdecker entdecken und wie man einen exotischen Ort vermittelt. Das Experiment wurde während der documenta 8 durchgeführt. 

## Geschichte und Aufgabenstellung
Die Fahrt nach Tahiti ist eine Rekonstruktion der 1773 durchgeführten Reise nach Tahiti von James Cook und Georg Forster. Beantwortet werden soll die Frage, was Entdecker entdecken und wie man Tahiti vermittelt.

## Erste Durchführung in der Dönche
Die Fahrt nach Tahiti wurde 1987 auf einem ehemaligen Truppenübungsplatz in der Dönche bei Kassel durchgeführt. An verschiedenen Stationen des Spaziergangs wurden von Schauspielern Texte von Georg Forster gelesen, der 1773 mit James Cook auf Tahiti war. Die Gruppenteilnehmer sahen die Dönche und hörten Tahiti. Die Beschreibungen einer Paradiesischen Insel trafen ebenso, wie auf die Dönche bei Kassel zu. Nachempfundene Brotfruchtbäume und exotische Topfpflanzen aus einer nahegelegenen Gärtnerei waren Bestandteil der Inszenierung.

## Zweite Durchführung in Mailand
Die Fahrt nach Tahiti wurde 1988 in der Bovisa, einem nördlichen Stadtteil vom Mailand mit einer Mischung aus Industriebrache, stillgelegten Gleisen und Eisenbahnruinen, südlicher farbiger Flora und Resten von Cascinen und adeligen Villen, wiederholt. Mit einem Fotoapparat (Souvenir) mit der Aufschrift „Bovisola“ ließen sich zehn Stationen während des Spaziergangs betrachten. Nachempfundene Brotfruchtbäume und exotische Topfpflanzen waren auch hier Teil der Inszenierung.